# Quido Vetter

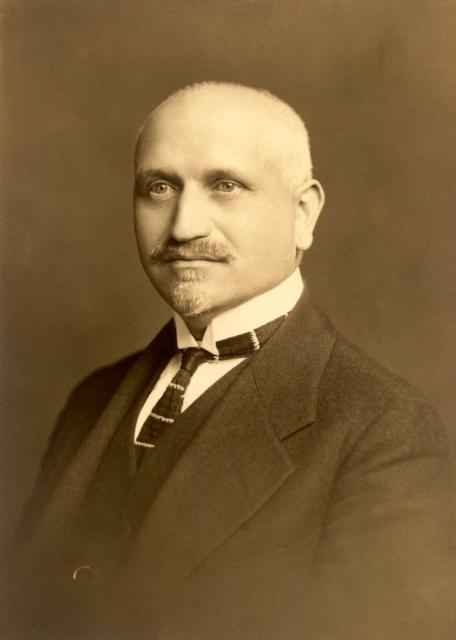
Quido Vetter

Quido Karl Ludwig Vetter  (* 5. Juni 1881 in Prag; † 20. Oktober 1960 ebenda) war ein tschechischer Mathematikhistoriker und Mathematikpädagoge.
Vetter studierte zuerst an der Technischen Universität in Prag, wechselte dann aber nach zwei Jahren zum Studium der Mathematik an die Karls-Universität Prag, an der er 1913 promoviert wurde. Danach war er Lehrer an Gymnasien in Prag, wandte sich aber nach der Lektüre der Vorlesungen über Geschichte der Mathematik von Moritz Cantor auch der Mathematikgeschichte zu.
1919 habilitierte er sich und lehrte Mathematikgeschichte an der Karls-Universität Prag und 1924 wurde er außerordentlicher Professor. Gleichzeitig war er auch Schuldirektor in Humpolec. Nach dem Zweiten Weltkrieg nahm er seine Vorlesungen über Mathematikgeschichte und Mathematikpädagogik an der Karls-Universität Prag wieder auf.
Er war vielsprachig (Russisch, Englisch, Französisch, Deutsch, Polnisch, Italienisch, Spanisch) und bewunderte unter den Mathematikhistorikern besonders Gustav Eneström und Gino Loria.
1926 erschien ein Sammelband seiner Aufsätze über antike Mathematik (Wie man am Beginn der Kultur gezählt und gemessen hat, Tschechisch).  Ein Schwerpunkt war auch die Geschichte der Wissenschaften in den tschechischen Ländern bis zum 17. Jahrhundert. Er war an der Gründung des Vorläufers der International Academy of the History of Science unter Aldo Mieli in Paris beteiligt, war 1928 Präsident des entsprechenden Komitees und 1934 bis 1937 Präsident der Akademie. Er gründete die tschechische Gesellschaft für Wissenschaftsgeschichte und organisierte 1937 die Tagung des vierten Internationalen Kongresses für Wissenschaftsgeschichte in Prag. Außerdem war er aktiv in der Unterrichtsreform an höheren Schulen in der Tschechoslowakei aktiv.
Seit 1909 war er verheiratet mit Anna Vetterová, geborene Bečvářová (10. Dezember 1884 in Humpolec – 25. März 1968 in Prag), einer Geschichts- und Geographielehrerin sowie Journalistin, die in der tschechoslowakischen Nationalversammlung seit 1929 nationaldemokratische Abgeordnete und 1935 bis 1939 Senatorin war.